# Toits de Paris
Pour les articles homonymes, voir Paris (homonymie).

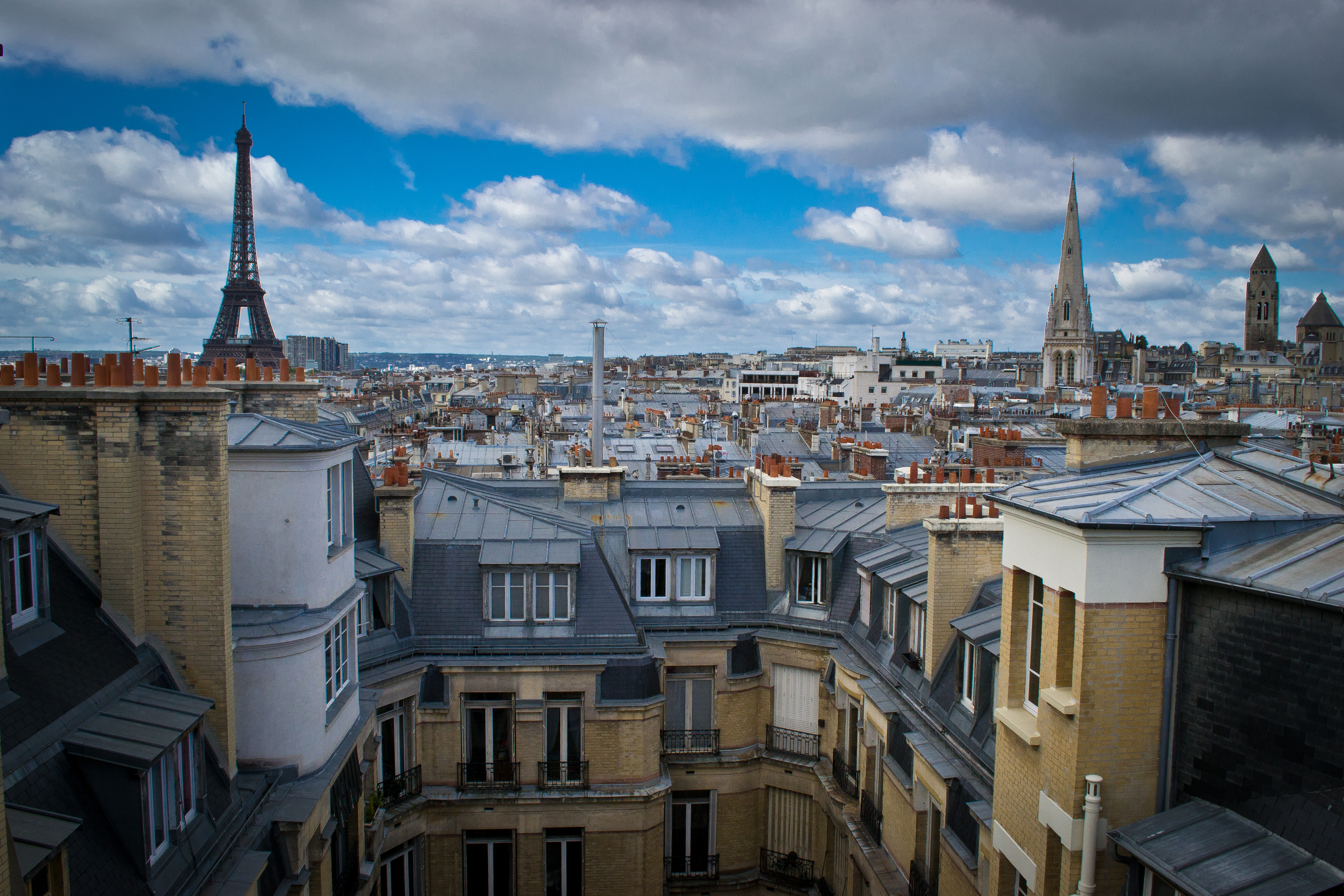
Toits de Paris et tour Eiffel depuis le quartier des Champs-Élysées.

Les toits de Paris sont les toitures caractéristiques de la capitale française. Ce patrimoine architectural emblématique touristique de Paris, est un des thèmes artistiques de prédilection des toiturophiles, artistes, poètes, photographes, peintures, ou cinéastes. Ils font l'objet d'un projet d'inscription au Patrimoine mondial de l'UNESCO depuis 2014.

## Historique
La tradition de panorama urbain parisien, de couverture en zinc, d'ardoise, de vert-de-gris, et d'alignements typiques de petites cheminées en argile, est instaurée au milieu XIXe siècle, par l'empereur Napoléon III, avec les transformations de Paris sous le Second Empire du Baron Haussmann. Les immeubles haussmanniens poussent alors comme des champignons dans le nouveau plan d'urbanisme de la capitale. 

Quelques toitures parisiennes
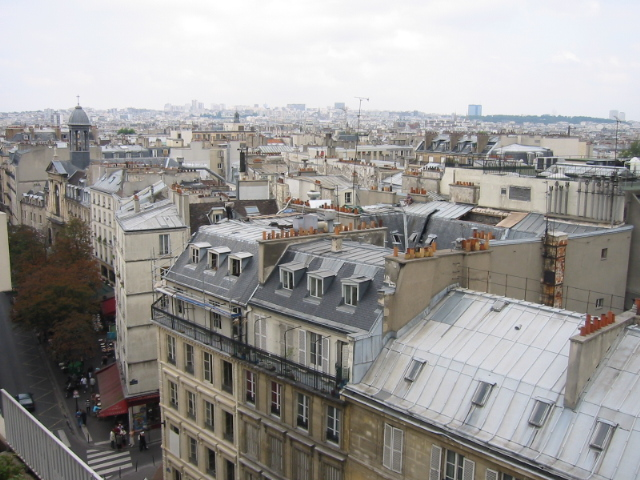
Depuis le Bazar de l'Hôtel de Ville.
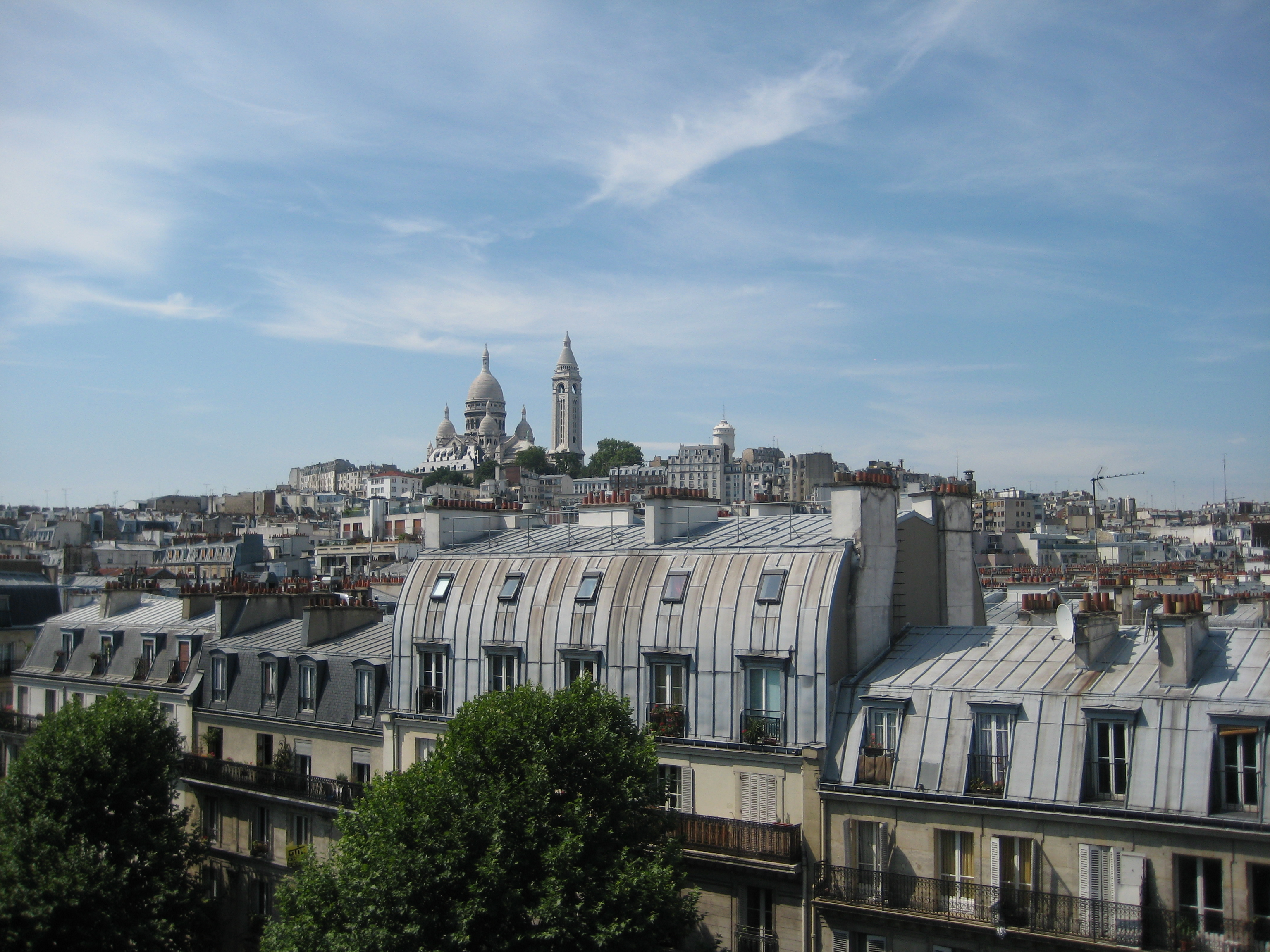
Vue de la basilique du Sacré-Cœur de Montmartre.
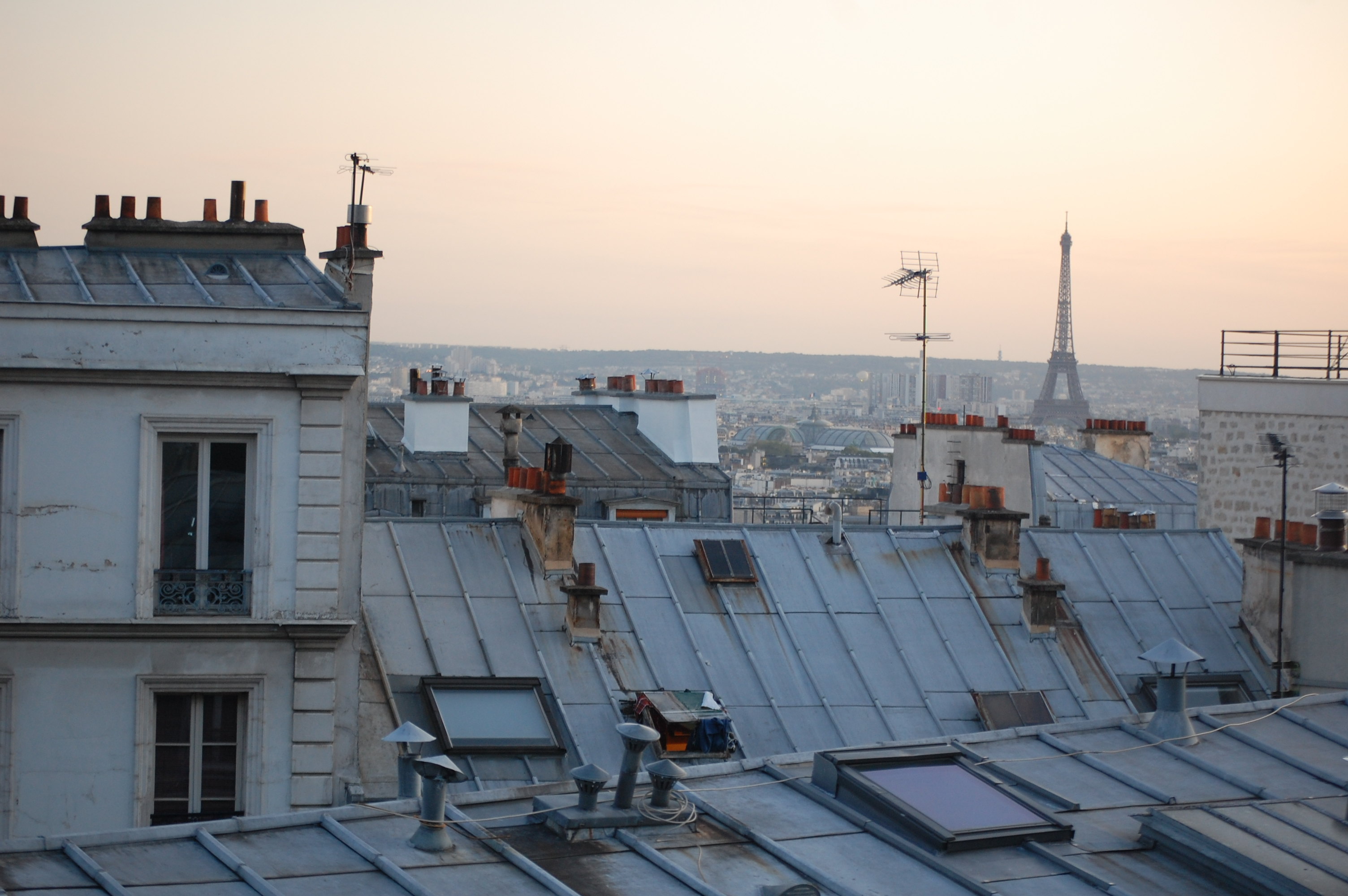
Tour Eiffel depuis la basilique du Sacré-Cœur de Montmartre.

La couverture en zinc (ou en ardoise) est peu chère, facile à découper, à souder, et à installer par des couvreurs-zingueurs. Sa légèreté relative permet d’alléger les charpentes, et de créer des mansardes à lucarnes et œils de bœuf, pour plus d'espace habitable. Ces mansardes abritent à l'origine généralement des chambres de bonne, mais peuvent être mises en valeur avec des jardins de toiture, des toits-terrasse de bars-restaurants, ou des appartements lofts, ou penthouses...  

Quelques mansardes, dômes, lucarnes, œils-de-bœuf, et cheminées
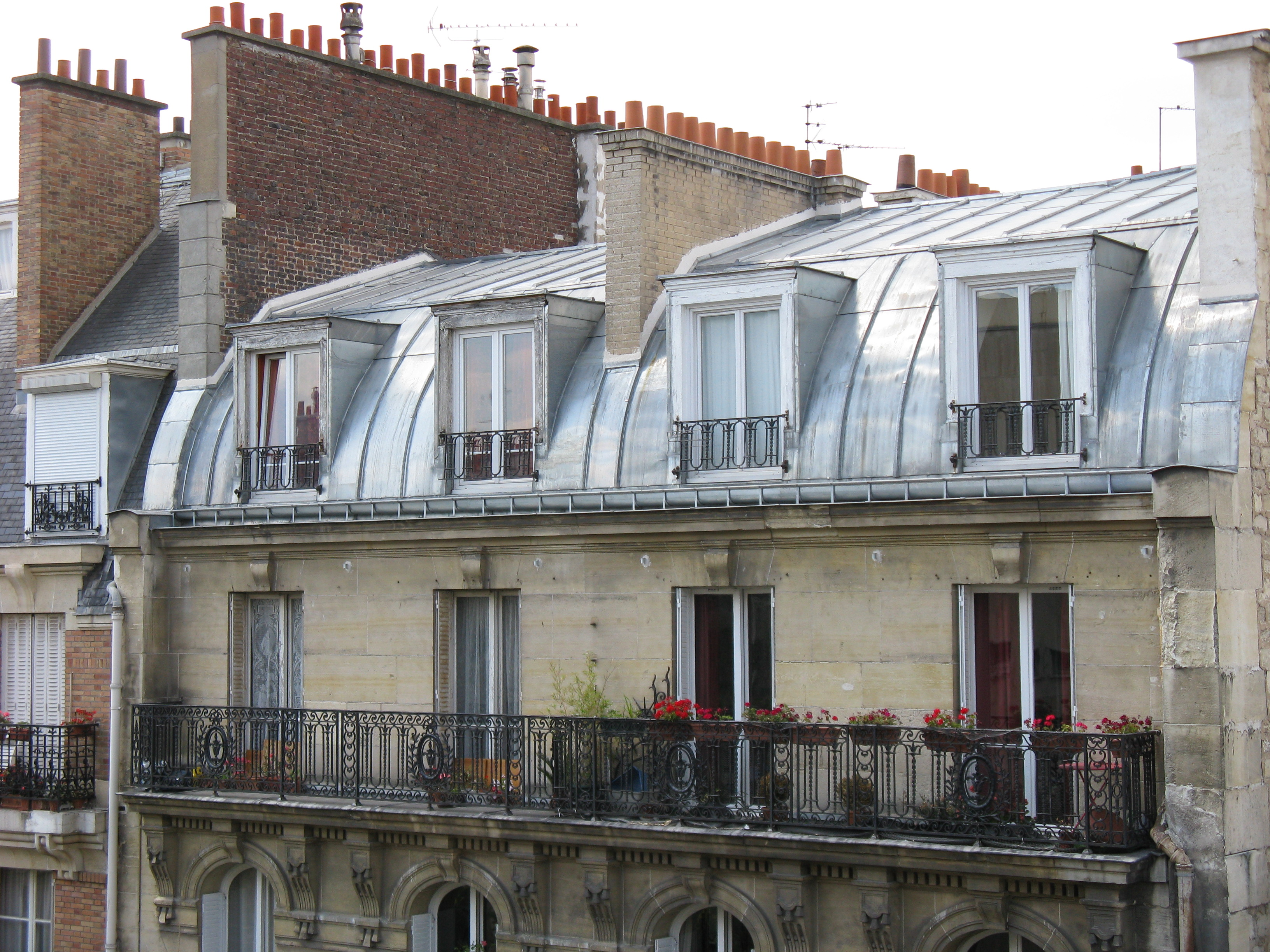
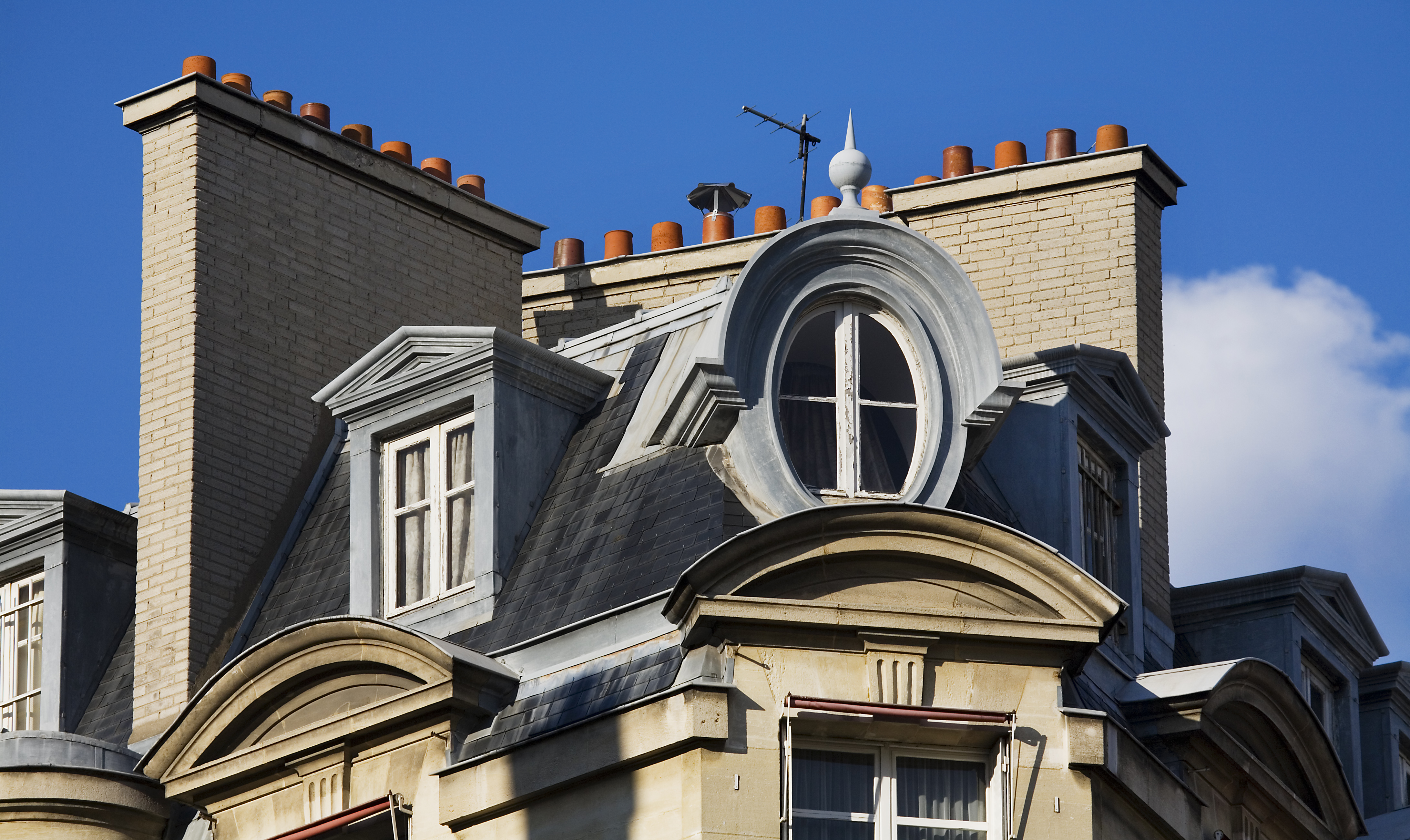
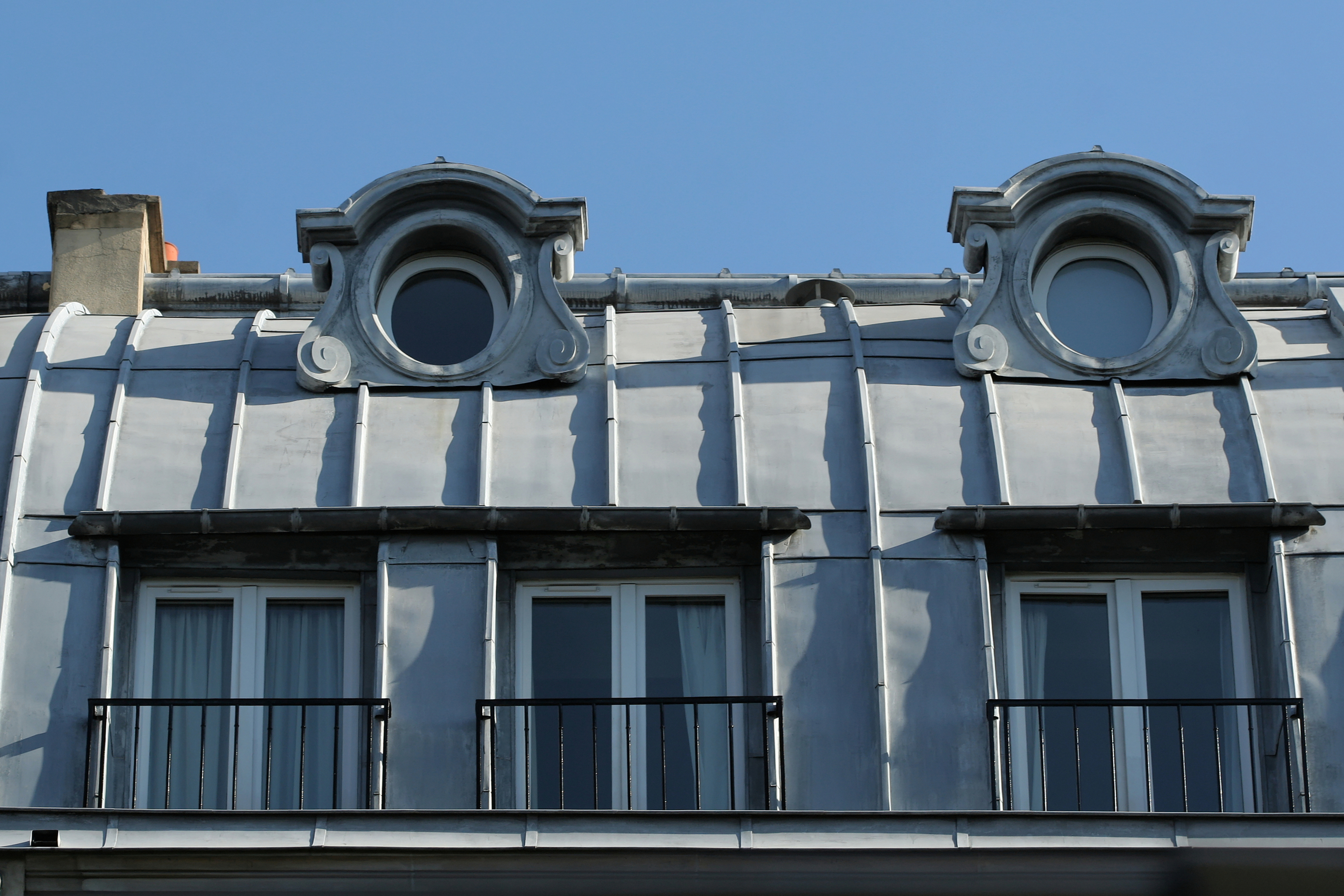

## Lieux d'observation panoramique
Les toitures du panorama urbain parisien peuvent être observées depuis de nombreux lieux accessibles au public, entre autres depuis les toits ou sommets des basilique du Sacré-Cœur de Montmartre, tour Eiffel, Ciel de Paris de la tour Montparnasse, ancienne Roue de Paris, tours de la cathédrale Notre-Dame de Paris, Fondation Louis-Vuitton, Beaubourg, ballon de Paris du parc André-Citroën, toits de l'église de la Madeleine, de l’opéra Garnier, arc de triomphe de l'Étoile, toits des Galeries Lafayette Haussmann et du Bazar de l'Hôtel de Ville, hauts de la rue de Ménilmontant, observatoire de Paris... L'espace aérien parisien intra-muros classé zone interdite P23 (P de prohibited en anglais) interdit le survol de Paris par tout aéronef jusqu'à 2 km d'altitude, et donc toute observation et photographie aérienne.

Toits de paris la nuit
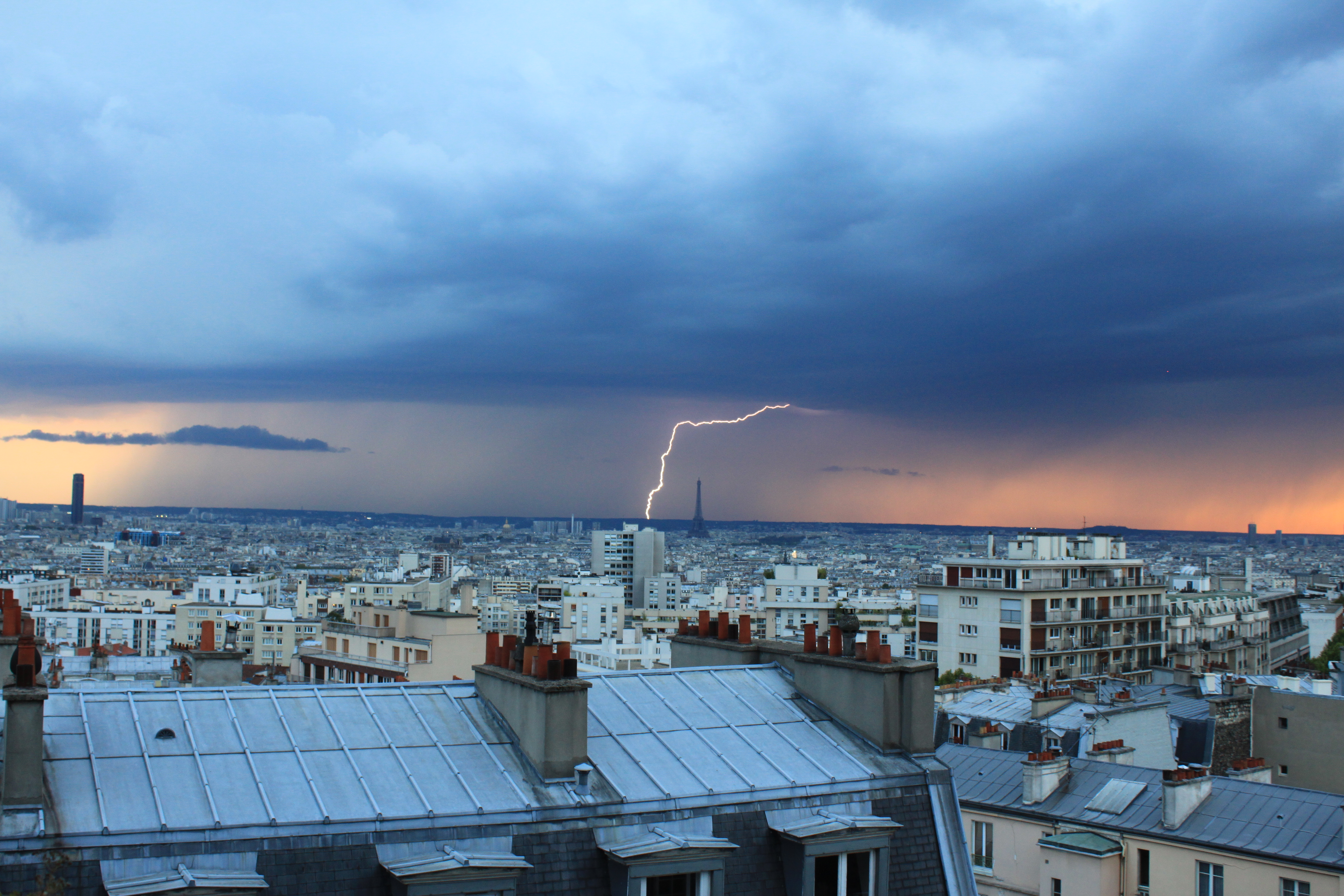
Foudre et orage sur la tour Eiffel et les toits de Paris.
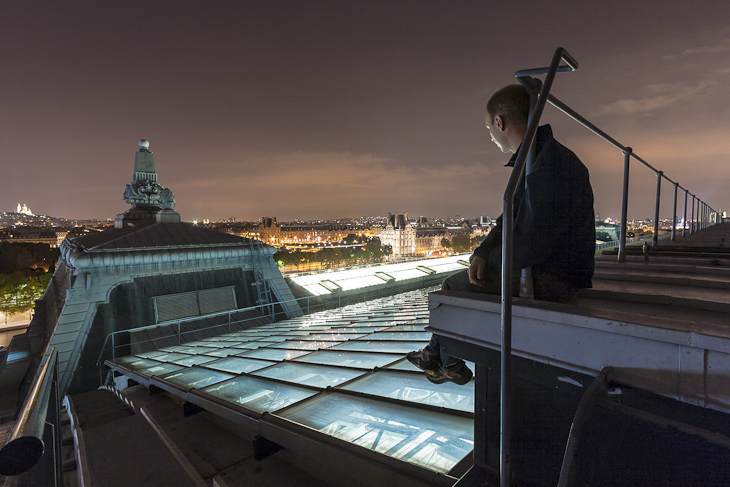
Toiturophile sur les toits du musée d'Orsay.

## Dans l'art et la culture
Les toits de Paris sont un des lieux, ou thèmes artistiques d'inspiration des artistes, poètes, chanteurs, photographes, peintres, sculpteurs, ou cinéastes..., dont Paul Cézanne, Vincent van Gogh (Montmartre (série de Van Gogh)...), Gustave Caillebotte, Nicolas de Staël, Paul Verlaine,  Jacques Prévert, Yves Montand avec sa  chanson À Paris, Robert Doisneau...

### En peinture et photographie

Quelques photographies et peintures
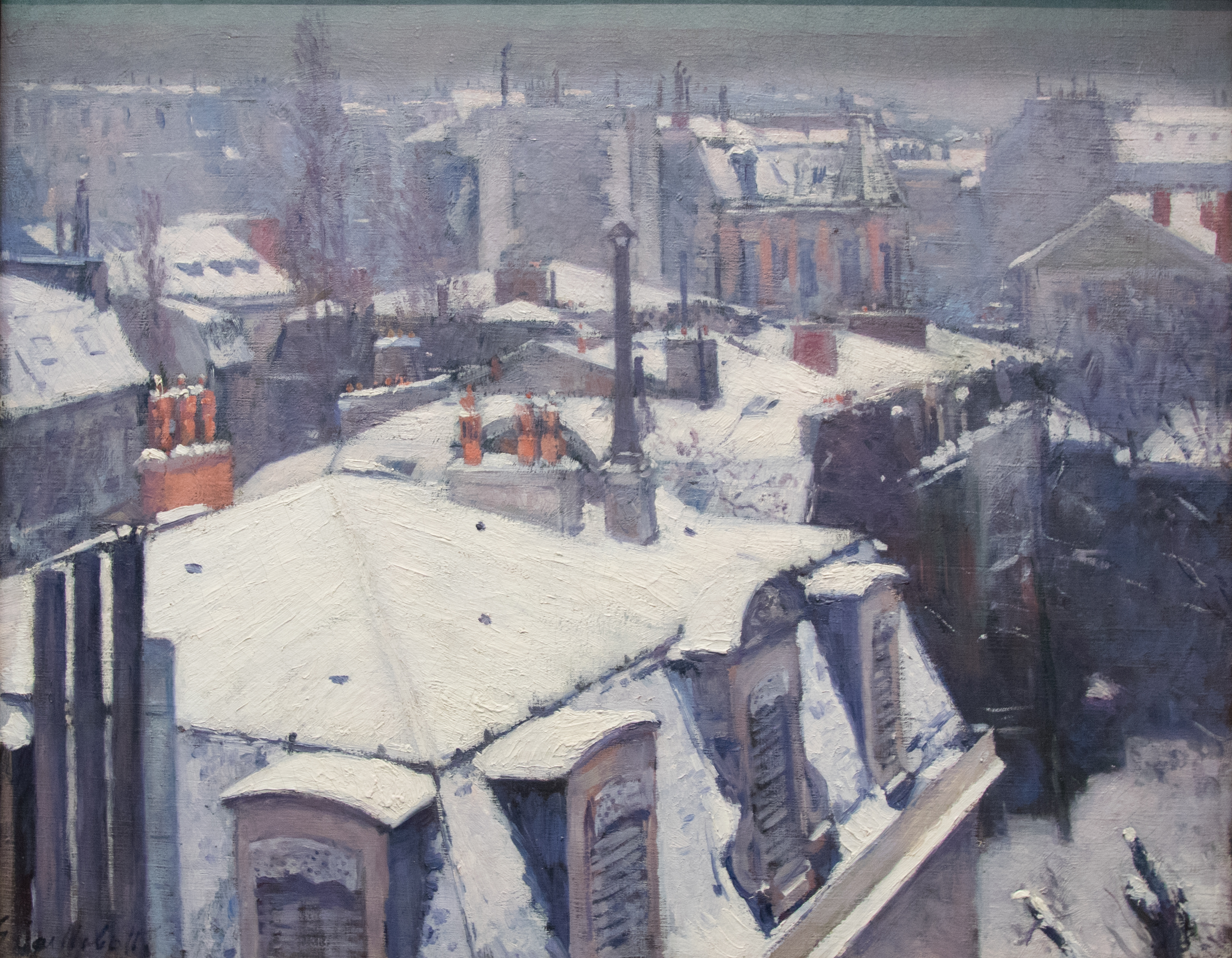
Vue de toits (Effet de neige), de Gustave Caillebotte, musée d'Orsay.
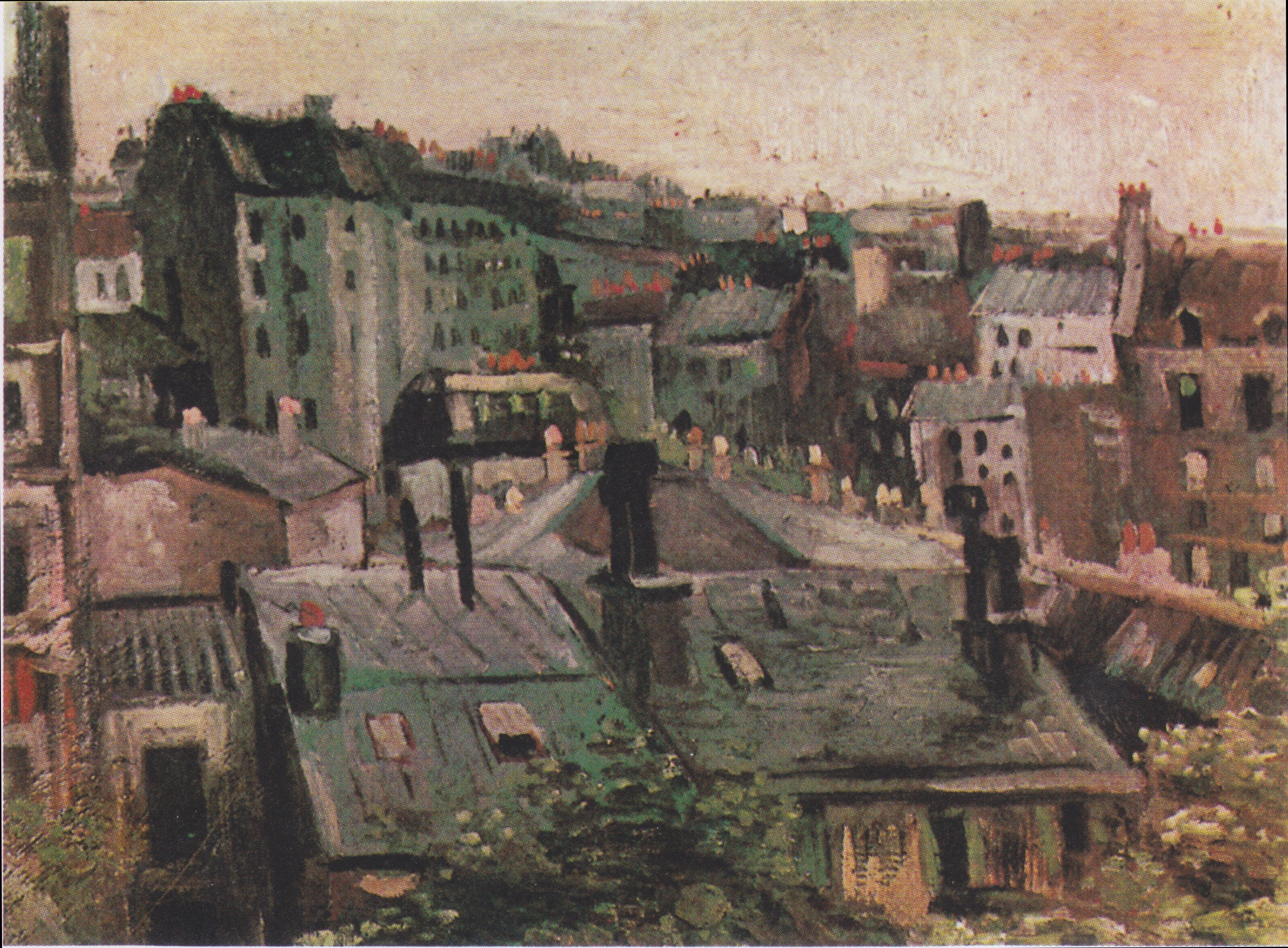
Vue sur les toits de paris, Vincent van Gogh.

### Au cinéma

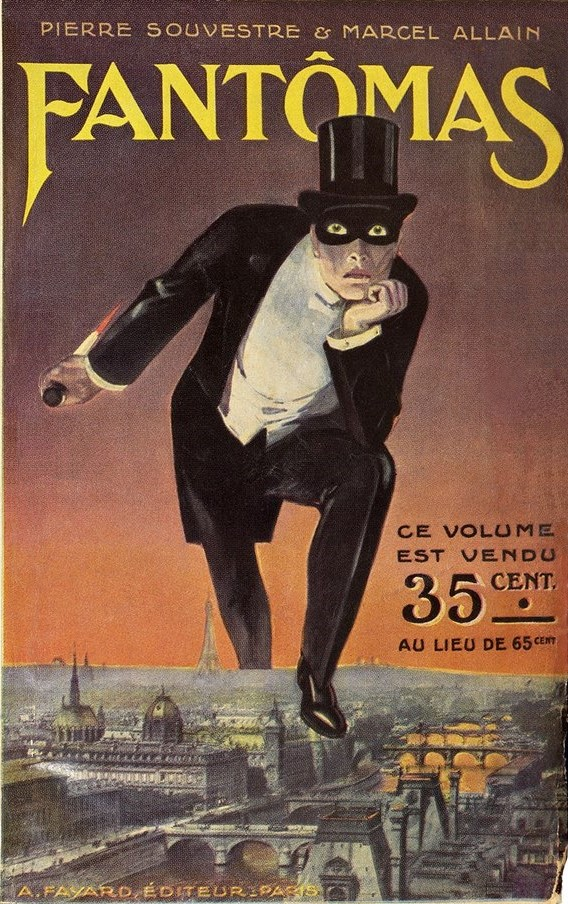
Couverture du premier volume de Fantômas en 1911.

De nombreux personnages ont cavalé sur ses toits de Paris, dont Arsène Lupin, Fantômas, Jean-Paul Belmondo ou encore des policiers du GIGN. 
- 1930 : Sous les toits de Paris de René Char, avec Albert Préjean
- 1945 : Les Enfants du paradis de Marcel Carné et Jacques Prévert
- 1951 : Un Américain à Paris de Vincente Minnelli
- 1958 : Paris nous appartient de Jacques Rivette (Giani Esposito arpente le toit du Théâtre de la Ville sur l'affiche du film)
- 1959 : Les Quatre Cents Coups de François Truffaut (le terrain de jeu d'Antoine Doinel)
- 1968 : Baisers volés de François Truffaut, avec Jean-Pierre Léaud et Claude Jade
- 1970 : Les Aristochats de Walt Disney Pictures (lieu de promenade et de vie des Aristochats)
- 1975 : Peur sur la ville d'Henri Verneuil (courses poursuites sur les toits avec Jean-Paul Belmondo)
- 1982 : L'As des as de Gérard Oury (courses poursuites sur les toits avec Jean-Paul Belmondo)
- 1988 : Frantic de Roman Polanski (plusieurs passages d'Emmanuelle Seigner et Harrison Ford par le toit d'un immeuble pour entrer dans un appartement et y récupérer une statuette prête à tomber dans le vide)
- 1989 : Un monde sans pitié, d'Éric Rochant, avec Hippolyte Girardot[4]
- 1999 : Peut-être de Cédric Klapisch, avec Romain Duris et Belmondo (Paris est enseveli sous le sable jusqu'aux toits)[5]
- 2007 : Les Toits de Paris d'Hiner Saleem
- 2018 : Mission impossible : Fallout de Christopher McQuarrie (vues aériennes, et course poursuite avec Tom Cruise)

### Dans la littérature
- Le roman L'équilibre du funambule (2018) de Céline Knidler se situe en grande partie sur les toits de Paris, le héros Ornicar étant couvreur.

### Dans les jeux vidéo
- Dans Tomb Raider : L'Ange des ténèbres (2003), plusieurs séquences du jeu se déroulent sur les toits de Paris.
- Dans Assassin's Creed Unity (2014), le joueur peut parcourir tous les toits de Paris sous la Révolution française.

### Dans la bande dessinée
- Dans S.O.S. Météores, épisode de Blake et Mortimer scénarisé et dessiné par Edgar P. Jacobs (1958 - 1959), une course poursuite se déroule sur des toits parisiens, au niveau de la rue de Vaugirard, sous la pluie battante et la neige.
- La série Jérôme K. Jérôme Bloche d'Alain Dodier montre à plusieurs reprises les toits de Paris. D'ailleurs, le héros apprécie entrer dans son appartement parisien en passant par la fenêtre, via l'immeuble accolé au sien et les toits.

## Candidature à l'inscription au Patrimoine mondial de l'UNESCO
La maire UMP du 9e arrondissement, Delphine Bürkli, obtient en octobre 2014 du Conseil de Paris, le projet d'inscription des « toits de Paris » au Patrimoine mondial de l'UNESCO. Un comité de soutien à la candidature des toits de Paris au Patrimoine mondial de l'UNESCO a été lancé le 5 février 2015. Ce comité de soutien est présidé par Gilles Mermet, journaliste et photographe (à ce jour, seule une partie des rives de la Seine à Paris sont classées au Patrimoine mondial de l'UNESCO depuis 2011).